# Jimaguayú
Jimaguayú est une localité et une municipalité de Cuba dans la province de Camagüey.

## Géographie

### Situation
La municipalité de Jimaguayú se trouve à l'est de la partie centrale du pays, et dans le sud-ouest de la province de Camagüey. Par route elle se trouve à 
554 km au sud-est de La Havane et
24 km sud-est de Camagüey sa capitale de province.

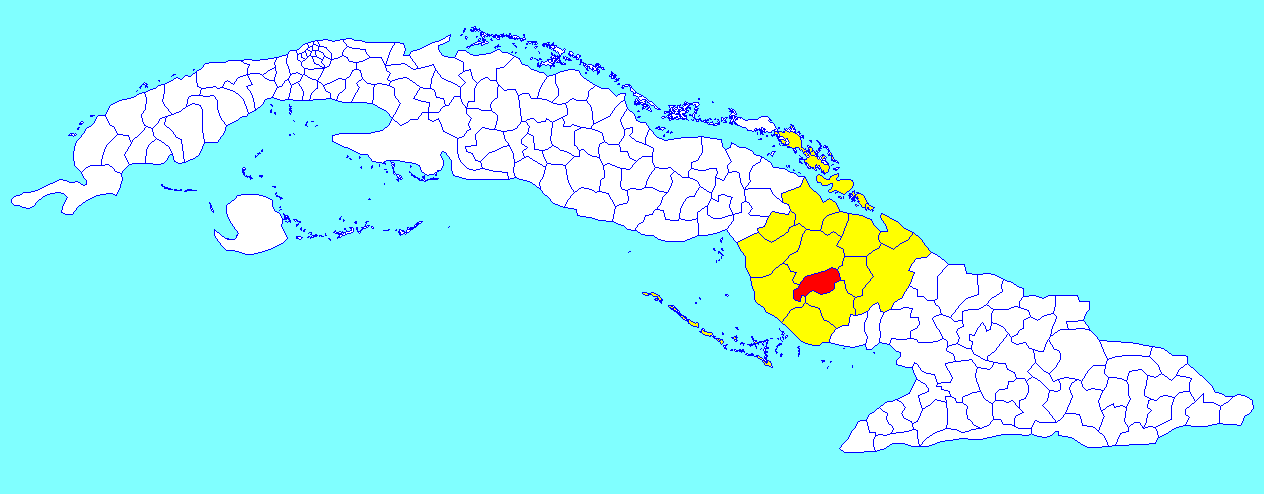
Municipalité de Jimaguayú dans la province de Camagüey

### Divisions administratives
Najasa a six consejos populares :
- Jimaguayú
- Rescate de Sanguily
- Contramaestre
- Las Cruces
- Bidot
- Nicaragua

## Population
En 2022 la population de la municipalité est estimée à 19 687 habitants. Pour une surface de 783,4 km2, la densité est de 25,13 habitants/km².